# Informationstechnikzentrum Bund
Koordinaten: 50° 44′ 43″ N, 7° 7′ 30″ O
Das Informationstechnikzentrum Bund (ITZBund) ist eine nichtrechtsfähige Anstalt des öffentlichen Rechts im Geschäftsbereich des Bundesministeriums der Finanzen mit Hauptsitz in Bonn. Es unterstützt als zentraler IT-Dienstleister die deutsche Bundesverwaltung.

## Geschichte
Das ITZBund wurde mit Wirkung vom 1. Januar 2016 errichtet. Die Gründung des ITZBund ist ein erster Schritt zur Umsetzung des Grobkonzepts zur Konsolidierung der IT des Bundes. Die Umsetzung erfolgt in einer Projektstruktur in sechs Teilprojekten, die vom IT-Rat gemäß dem Gesetz zur Förderung der elektronischen Verwaltung (EGovG) strategisch gesteuert werden. Die Fusion zum ITZBund gehört zum Teilprojekt 1 unter Leitung des BMF. Im ITZBund wurden das Zentrum für Informationsverarbeitung und Informationstechnik (ZIVIT) aus dem Geschäftsbereich des Bundesministeriums der Finanzen, die Bundesanstalt für IT-Dienstleistungen aus dem Geschäftsbereich des Bundesministerium für Verkehr und digitale Infrastruktur und die Bundesstelle für Informationstechnik (BIT) des im Geschäftsbereich des Bundesministerium des Innern, für Bau und Heimat angesiedelten Bundesverwaltungsamts zusammengelegt. Zum 1. Januar 2017 wurde zudem das Kompetenzzentrum für Personalverwaltung und Systemsteuerung (K-PVS) aus dem Bundesamt für zentrale Dienste und offene Vermögensfragen (BADV) herausgelöst und in das ITZBund überführt. Am 1. Januar 2021 wurde das ITZBund in eine nichtrechtsfähige Anstalt des öffentlichen Rechts im Geschäftsbereich des Bundesministeriums der Finanzen umgewandelt. Mit dem Organisationserlass vom 6. Mai 2025 hat der Bundeskanzler Friedrich Merz die Zuständigkeit für das ITZBund teilweise an das neu gebildete Bundesministerium für Digitales und Staatsmodernisierung vergeben.

## Organisation und Personal
Das ITZBund gliedert sich in sieben Abteilungen. Es hat zwölf Dienstsitze und circa 4.500 Beschäftigte. Das aus den Geschäftsbereichen des Bundesinnenministeriums und des Bundesverkehrsministeriums übergehende Personal wurde in den Geschäftsbereich des Bundesfinanzministeriums versetzt.
Das ITZBund hat zwei Vorbereitungsdienste für den gehobenen technischen Verwaltungsdienst eingerichtet in Form von dualen Studiengängen der Verwaltungsinformatik. Einer der dualen Studiengänge findet in Kooperation mit der Universität der Bundeswehr in München statt (Studienbeginn 1. September) und schließt mit einem Bachelor of Science ab, während ein weiterer in Kooperation mit der Hochschule des Bundes für öffentliche Verwaltung in Münster angeboten wird (Studienbeginn 1. März und 1. September). Letzteren dualen Studiengang schließt man mit einem Diplom in Verwaltungsinformatik ab, wobei der Studiengang erstmals ab März 2025 als Bachelor-Studiengang angeboten wird.
Vom 1. Januar 2016 bis 30. Juni 2017 leitete Hans-Georg Göhring das ITZBund. Seit dem 1. Juli 2017 ist Alfred Kranstedt dessen Direktor.

## Verhältnis zu anderen Einrichtungen des Bundes
Neben dem ITZBund besteht auch künftig die dem Herkules-Projekt der Bundeswehr entstammende BWI GmbH als weiterer IT-Dienstleister des Bundes, vorwiegend für den Geschäftsbereich des Bundesministeriums der Verteidigung. Die Auslands-IT des Auswärtigen Amtes wird durch letzteres weiterhin in eigener Verantwortung betrieben. Die Bundesanstalt für den Digitalfunk der Behörden und Organisationen mit Sicherheitsaufgaben betreibt gemeinsam mit der ALDB GmbH u. a. die Netze des Bundes als Basis eines gesicherten IT-Netzes für den Bund und die Länder. Ebenso betreiben die Nachrichtendienste des Bundes ihre IT-Infrastrukturen in eigener Verantwortung.